# ダイキライ
「ダイキライ」は、平家みちよの3枚目のシングル。1998年7月1日発売。

## 概要
テレビ東京系『64マリオスタジアム』エンディングテーマ。

## 収録曲
（全作曲・編曲：はたけ）
1. ダイキライ
作詞：牧穂エミ
2. Fall the rain
作詞：まこと
3. ダイキライ（オリジナル・カラオケ）

## 参加ミュージシャン
ダイキライ
- ギター&プログラミング：はたけ
- ベース：寺沢功一
- ドラム：樋口宗孝
- キーボード：厚見玲衣
- コーラス：牧穂エミ